# Charles Zentai
Pour les articles homonymes, voir Steiner.
Charles Zentai ou Károly Steiner, né le 8 octobre 1921 en Hongrie et mort le 13 décembre 2017 à Perth (Australie), est une personne accusée de crime contre l'humanité,. Il vivait à Perth en Australie. Son extradition pour ce crime devait prendre effet mais la Haute Cour d'Australie a rejeté celle-ci vers la Hongrie en août 2012.